# Paradiplosis abietispectinatae
Paradiplosis abietispectinatae är en tvåvingeart som först beskrevs av Carl, Freiherr von Tubeuf 1930.  Paradiplosis abietispectinatae ingår i släktet Paradiplosis och familjen gallmyggor. Inga underarter finns listade i Catalogue of Life.